# منزل كيريت

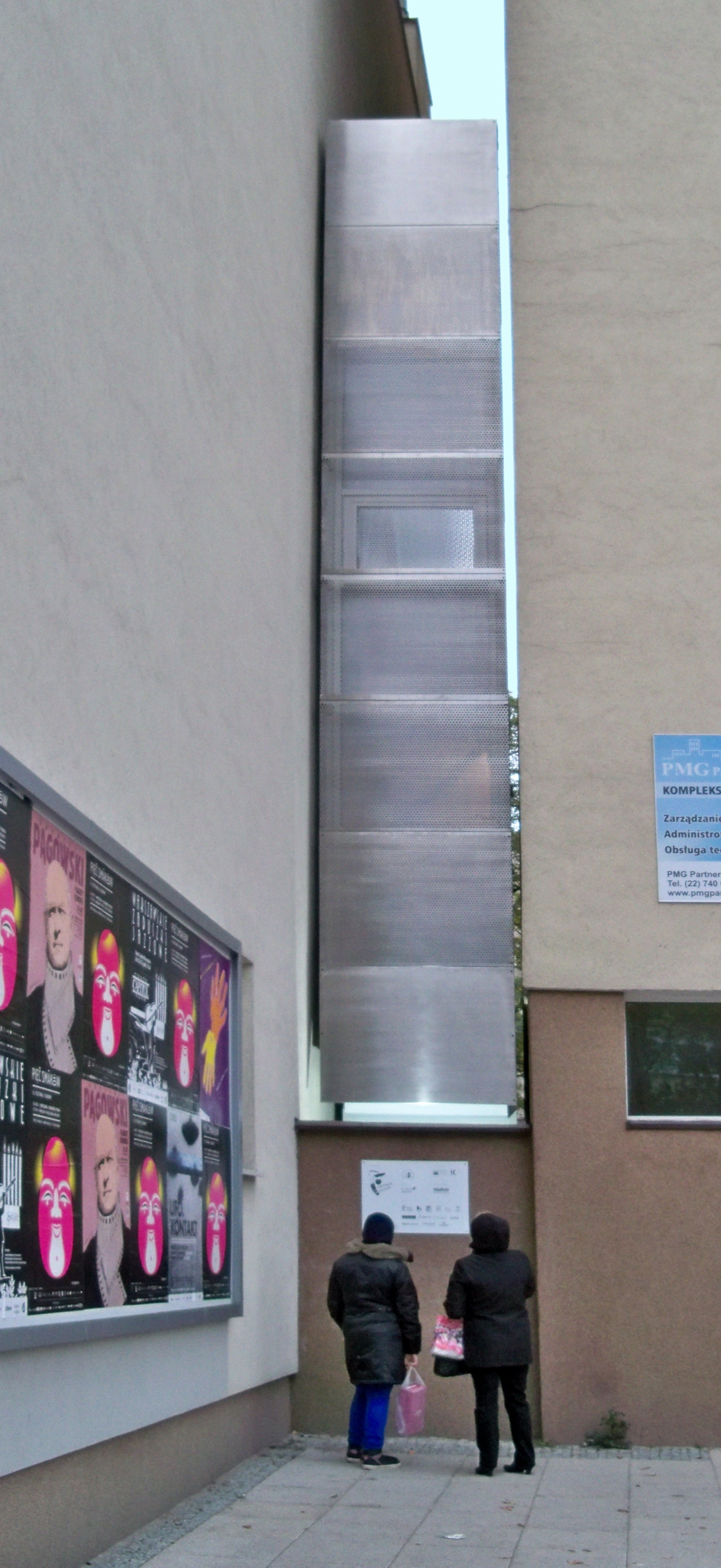
منزل كيريت

منزل كيريت هو مبنى وفي نفس الوقت نصب فني في وارسو، بولندا. تم تصميمه من قبل المهندس المعماري البولندي (جاكوب شازني) عن طريق شركة سنترالا لـالهندسة المعمارية. يعود اسم هذا المبنى الفني الإبداعي للمستأجر الأول الذي اختار المصمِّمُ أن يسمي المبنى باسمه، وهو الكاتب وصانع الأفلام الإسرائيلي ايتغار كيريت. اختار المستأجر كيريت بعد ذلك أن يهب المنزل لزميل له بعد أن انتقل. يبلغ قياس المبنى في أصغر عرض 92 سنتمتراً، و 152 سنتمتراً في أكبر عرض. لا تتعدى مساحته 46 متراً مربّعاً.

## المبنى

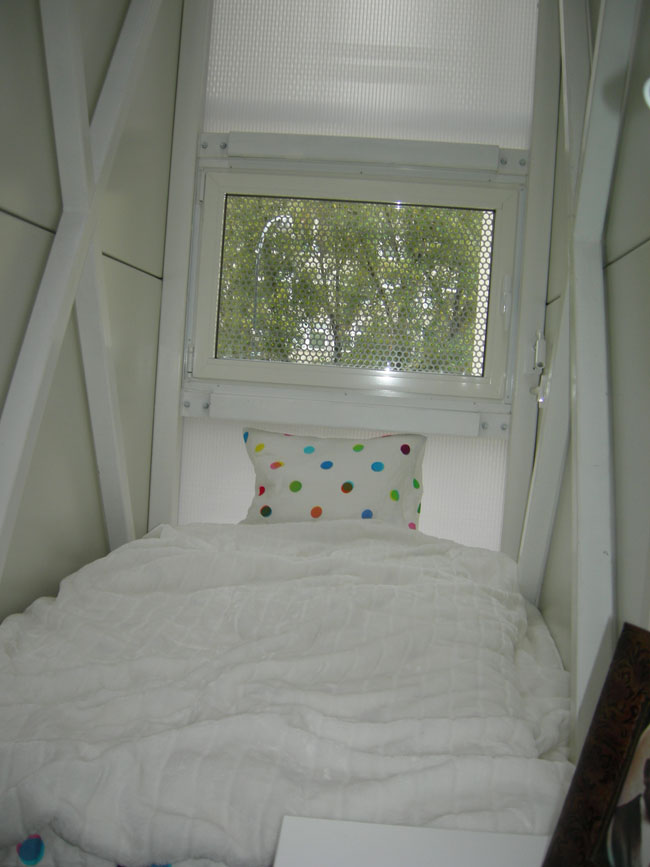
غرفة النوم

- البناء الحديدي يحتوي على طابقين بهما: غرفة نوم، مطبخ وحمام، ولا يوجد أي نوافذ بل تدخل الشمس إلى البناء عن طريق فتحات صغيرة في جدار غرفة النوم. الجزء الداخلي من المبنى مغطى باللون الأبيض بالكامل. ويتم إيصال الكهرباء للمنزل عن طريق منزل مجاور. المنزل يمتلك نظام تيكنلوجي لتوزيع المياه وللصرف الصحي وهو غير متصل بشبكة المياه بالمدينة.
- نظراً لصغر حجم المنزل، فإنه يتسع فقط لثلاجتين للمشروبات من الحجم الصغير. ويستخدم السكان السلّم في الصعود.
- صانع «منزل كيريت» تلقى الدعم من مجلس مدينة وارسو، ومؤسسة الفن الحديث البولندية. ويُعتبر هذا المبنى نصباً فنيّاً معماريّاً كونه لا يراعي قوانين البناء البولندية، إلّا أنّه مُتاح للسكن.

## الموقع
يقع «منزل كيريت» بين شارعَي خلودنا "Chłodna" وجلازنا "Żelazna" في وارسو، وقد تم اعتباره أضيق منزل في العالم. تم بناء المبنى بين منزل قديم -قبل الحرب- ومبنى للشقق السكنية.
صانع الأفلام كيريت قال: إن «منزل كيريت» هو بمثابة نصب تذكاري لعائلتي. توفيت عائلة كيريت في الحرب العالمية الثانية، عندما سيطرت القوات النازية على بولندا.